# Kirchenkreis Syke-Hoya
Der Kirchenkreis Syke-Hoya ist ein Kirchenkreis innerhalb der Evangelisch-Lutherischen Landeskirche Hannovers. Er gehört zum Sprengel Osnabrück. Zum Kirchenkreis Syke-Hoya gehören 65.100 Gemeindemitglieder (Stand Mai 2022) in 28 Kirchengemeinden. Der Sitz des Kirchenkreises ist Syke. Superintendent seit 2009 ist Jörn-Michael Schröder.

## Geografie
Der Kirchenkreis liegt im Zentrum Niedersachsens. Er umfasst den nordöstlichen Teil des Landkreises Diepholz und den nördlichen Teil des Landkreises Nienburg/Weser. Zwei Kirchengemeinden liegen im Landkreis Oldenburg. Das Gebiet des Kirchenkreises entspricht im Wesentlichen dem ehemaligen Landkreis Grafschaft Hoya.

## Geschichte
Der Kirchenkreis entstand 2001 durch Zusammenlegung der Kirchenkreise Hoya und Syke, die zum 2007 aufgelösten Sprengel Calenberg-Hoya gehörten. Der Kirchenkreis Hoya war 1747 als zusätzliche vierte Inspektion innerhalb der Grafschaft Hoya gegründet worden. Sein Umfang wechselte mehrfach im Laufe der Jahrhunderte. Der Kirchenkreis Syke geht auf die Inspektion Weyhe zurück, die 1797 durch Teilung der Inspektion Sulingen entstand. 1869 wurde auch die Inspektion Bassum von der Inspektion Sulingen abgetrennt. Sie wurde 1933 wieder aufgehoben und mit der Inspektion Weyhe vereinigt, deren Sitz 1934 nach Syke verlegt wurde.

## Kirchen und Gemeinden
| Bild | Kirche                                     | Ort                            | Gemeinde      | Bemerkungen                        |
| ---- | ------------------------------------------ | ------------------------------ | ------------- | ---------------------------------- |
|      | St. Marcellus                              | Asendorf                       | Asendorf      |                                    |
|      | St. Bartholomäus                           | Syke-Barrien                   | Barrien       |                                    |
|      | Stiftskirche Bassum                        | Bassum                         | Bassum        |                                    |
|      | Dreifaltigkeitskirche                      | Bassum-Neubruchhausen          | Bassum        |                                    |
|      | Zum Heiligen Kreuz                         | Stuhr-Brinkum                  | Brinkum       |                                    |
|      | St. Bartholomäus                           | Bruchhausen-Vilsen-Bruchhausen | Bruchhausen   |                                    |
|      | Stiftskirche St. Materniani et St. Nicolai | Bücken                         | Bücken        |                                    |
| 100  | St. Marien                                 | Colnrade                       | Colnrade      |                                    |
|      | St. Georg                                  | Hilgermissen-Eitzendorf        | Eitzendorf    |                                    |
|      | Willehadi-Kirche                           | Eystrup                        | Eystrup       |                                    |
|      | Christuskirche                             | Harpstedt                      | Harpstedt     |                                    |
|      | Zufluchtskirche                            | Dünsen                         | Harpstedt     | profaniert (heute Kulturzentrum)   |
|      | Marienkirche                               | Haßbergen                      | Haßbergen     |                                    |
|      | St. Cosmae et Damiani                      | Hassel                         | Hassel        |                                    |
|      | Michaels-Kirche                            | Syke-Heiligenfelde (Syke)      | Heiligenfelde |                                    |
|      | Pfarrkirche Heiligenloh                    | Twistringen-Heiligenloh        | Heiligenloh   |                                    |
|      | Klosterkirche St. Marien in Heiligenrode   | Stuhr-Heiligenrode             | Heiligenrode  |                                    |
|      | Heilig-Geist-Kapelle                       | Stuhr-Fahrenhorst              | Heiligenrode  | profaniert (zu Wohnungen umgebaut) |
|      | Martin-Luther-Kirche                       | Hoya                           | Hoya          |                                    |
|      | St. Crucis                                 | Hoyerhagen                     | Hoyerhagen    |                                    |
|      | Kirche Magelsen                            | Hilgermissen-Magelsen          | Magelsen      |                                    |
|      | Catharinen-Kirche                          | Martfeld                       | Martfeld      |                                    |
|      | Marienkirche                               | Weyhe-Leeste                   | Leeste        |                                    |
|      | Kirche zu Nordwohlde                       | Bassum-Nordwohlde              | Nordwohlde    |                                    |
|      | Zum Guten Hirten                           | Schwarme                       | Schwarme      |                                    |
|      | Martin-Luther-Kirche                       | Stuhr-Seckenhausen             | Seckenhausen  |                                    |
|      | Kirche Sudwalde                            | Sudwalde                       | Sudwalde      |                                    |
|      | Christuskirche                             | Syke                           | Syke          |                                    |
|      | Martin-Luther-Kirche                       | Twistringen                    | Twistringen   |                                    |
|      | St. Cyriakus                               | Bruchhausen-Vilsen-Vilsen      | Vilsen        |                                    |
|      | St.-Marien-Kirche (Wechold)                | Hilgermissen-Wechold           | Wechold       |                                    |
|      | Felicianuskirche                           | Weyhe-Kirchweyhe               | Weyhe         |                                    |

## Superintendenten
| von  | bis   | Name                  |
| ---- | ----- | --------------------- |
| 2001 | 2009  | Jürgen Flohr          |
| 2009 | heute | Jörn-Michael Schröder |